# マリオ・スアレス
マリオ・スアレス・マタ（Mario Suárez Mata, 1987年2月24日 - ）は、スペイン・アルコベンダス出身の元サッカー選手。現役時代のポジションはミッドフィールダー。

## 経歴
アトレティコ・マドリードのユース出身で、2005年11月6日のセビージャ戦でトップチームにデビューした。2006-07シーズンはセグンダ・ディビシオン（2部）のバリャドリードにレンタル移籍し、クラブのプリメーラ・ディビシオン（1部）昇格に貢献。2007-08シーズンはセグンダのセルタ・デ・ビーゴにレンタル移籍し、20試合に出場した。
2008年にはマジョルカに完全移籍し、プリメーラで26試合に出場した。2009-10シーズン終了後、契約に付帯していた買い戻しオプションをアトレティコが行使したため古巣へ復帰。アトレティコでの出場機会は決して多いとは言えなかったが、中盤に厚みをもたらし2013-14シーズンのリーグ優勝に貢献。しかし2015年にディエゴ・シメオネ監督との考え方の違いや出場機会の減少を理由に退団を希望した。
2015年にイタリア・セリエAのフィオレンティーナへ移籍したが、パウロ・ソウザ監督の信頼を掴めず、半年で退団。2016年1月にイングランド・プレミアリーグのワトフォードへ移籍した。2016年8月にバレンシアCFへレンタル移籍した。
2017年に中国の貴州智誠足球倶楽部に移籍した。
2019年1月にラージョ・バジェカーノに移籍した。
2023年10月1日、現役引退を表明した。

## 代表歴
2006年からスペインU-21代表に選出され、2007年にカナダで開催されたFIFA U-20ワールドカップに参加し、ザンビア戦でPKを決めた。
2013年2月6日のウルグアイ戦でA代表デビューを果たした。

## 所属クラブ
- 2004-2006  アトレティコ・マドリードB
- 2005-2008  アトレティコ・マドリード

2006-2007 → レアル・バリャドリード (loan)
2007-2008 → セルタ・デ・ビーゴ (loan)
- 2008-2010  RCDマジョルカ
- 2010-2015  アトレティコ・マドリード
- 2015-2016  ACFフィオレンティーナ
- 2016-2017  ワトフォードFC

2016-2017 → バレンシアCF (loan)
- 2017-2018  貴州智誠足球倶楽部
- 2019-2023  ラージョ・バジェカーノ

## タイトル

### クラブ
アトレティコ・マドリード
- プリメーラ・ディビシオン 2013-14
- コパ・デル・レイ 2012-13
- スーペルコパ・デ・エスパーニャ 2014
- UEFAヨーロッパリーグ 2011-12
- UEFAスーパーカップ 2010, 2012

### 代表
- U-19欧州選手権 2005-06